# Fútbol Club Basilea
El Fútbol Club Basilea (Fussball Club Basel 1893, en alemán y oficialmente, o F. C. Basel de manera abreviada), también conocido por sus siglas FCB, es una entidad deportiva profesional de la ciudad de Basilea, Suiza. Fue fundado el 15 de noviembre de 1893. Es uno de los equipos históricos y más laureados del fútbol suizo con más de 33 trofeos nacionales, conocido por su sección de fútbol profesional que participa en la Super Liga Suiza. Disputa sus partidos como local desde 2001 en el Parque de San Jacobo, denominado en alemán «St. Jakob-Park», que cuenta con una capacidad de 38 512 espectadores, el de mayor tamaño en Suiza.
El Basilea es uno de los clubes más exitosos del fútbol suizo con más de 33 trofeos nacionales: 21 SuperLigas de Suiza y 12 Copas de Suiza, solo superado por el Grasshopper, su mayor rival y con quien se enfrenta en el clásico de ese país. Además de su dominio actual –ha ganado once de las últimas quince ligas–, su primera época dorada fue entre los años 1960 y 1970, ganando el campeonato de liga suiza un total de siete veces entre 1967 y 1980. Los años 1980 fueron tiempos difíciles para el Basilea, ausente de las competiciones europeas desde hace años y descendido a segunda división en 1987. En la década de 2000 el Basilea volvió a la cima del fútbol suizo ganando su primer título después de 22 años en 2002 y llegando a ganar el título nueve veces más en las siguientes trece temporadas. El club también han ganado la Copa de Suiza en once ocasiones.
El FC Basilea ha tenido las cifras de asistencia más altas de Suiza en 18 años, pero ahora ha sido superado por los Young Boys. El FC Basilea es el número 1 indiscutible en la región de Basilea. Por lo tanto, no hay derbis. 
La academia de juveniles del club es una de las más importantes del fútbol suizo y ha aportado jugadores como Adrian Knup, Alexander Frei, Marco Streller, Ivan Rakitić, Xherdan Shaqiri, Granit Xhaka, Breel Embolo o Yann Sommer.

## Historia

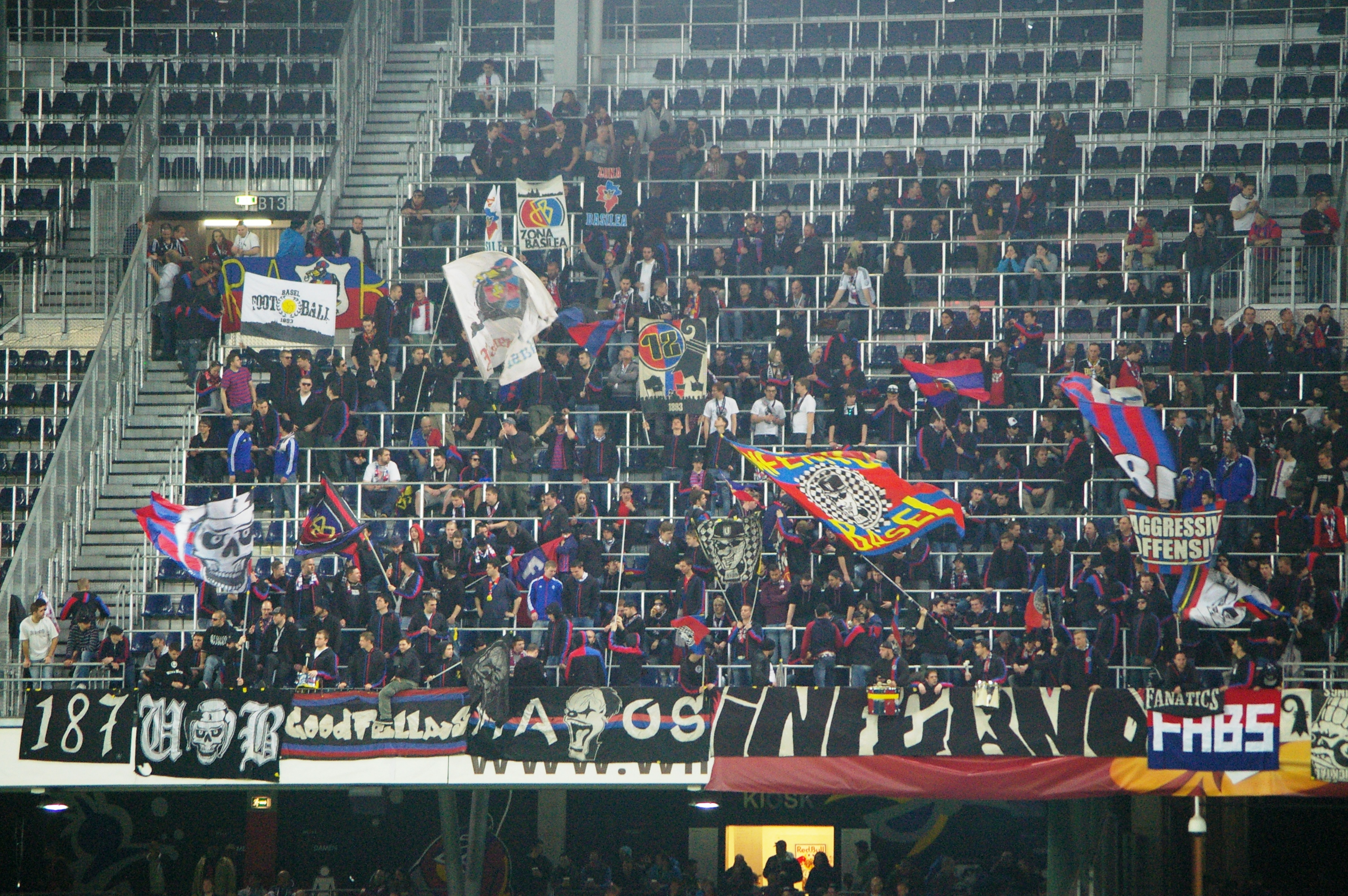
Hinchas del Basilea en los octavos de final de la UEFA Europa League 2013-2014, en un partido contra el Red Bull Salzburg (0:0).

El FC Basilea fue el equipo más exitoso durante la década de los 60 y 70, logrando 7 ligas y 3 copas en veinte años. Para la década de los 80 descendió y por ende tuvo que jugar la Nationalliga B, siendo ascendido a la primera división suiza en el año 1994. En el año 2001 es inaugurado su nuevo estadio, el St. Jakob Park y en la temporada 2001 – 2002 gana el doblete (liga y copa). A principios de la temporada 2002 – 2003 se convirtió en el segundo equipo suizo en llegar a la fase de grupos de la Liga de Campeones de Europa; en esa instancia vencieron al Celtic FC, al Liverpool, al Deportivo la Coruña y la Juventus. Este club tiene una gran proeza en el fútbol nacional, al no perder ningún partido de liga desde el 1 de diciembre cuando fueron derrotados por el Grasshoppers de Zúrich por 1 a 2. El 26 de febrero de 2006 el Basilea  impuso su propio récord de 52 partidos invictos en casa.
El FC Basilea empezó en segunda fase de clasificación para la Champions 2002 - 2003. El 31 de julio el Basel inició su camino ante el Zilina de Eslovaquia. En el partido de ida en el estadio del campeón checoslovaco empataron a 1 y en Suiza el Basel goleó por tres goles. Luego le tocó un duro trabajo de ganarle al Celtic FC. En Escocia, el Celtic FC iba a quedar subcampeón en la UEFA. El Celtic impone ventaja de 3 a 1 luego en el partido de ida el Basel le ganó al Celtic FC 2 a 0, resultado que le permitía jugar fase de grupos.
El club suizo iba a jugar con 6 clubes en la andadura de la Champions: Valencia CF, Liverpool FC, Spartak Moscú, Manchester United, Deportivo la Coruña y la imponente y a continuación subcampeona Juventus. Como curiosidad es importante remarcar que los colores de la primera equipación del Basilea fueron los que hipotéticamente inspiraron a Joan Gamper (fundador del FC Barcelona) a la hora de elegir equipación para el conjunto catalán.
Recientemente logró alcanzar las semifinales de la UEFA Europa League 2012-13, donde terminaría eliminado por el Chelsea de Inglaterra por un global de 5-2. Dicho club resultaría campeón del torneo.
También llegaron hasta los cuartos de final de la UEFA Europa League 2013-14. En la ida de esta fase el equipo ganó con un resultado de 3 a 0 contra el Valencia CF en casa, pero en la vuelta, el equipo español finalizó un gran partido marcando 5 goles por 0 del Basilea, eliminando así al equipo suizo.
En la temporada 2014-15 se clasificó para la Champions donde se enfrentó en la fase de grupos al Real Madrid CF, al Liverpool FC y al Ludogorets Razgrad. El Basilea pasó como segundo de grupo detrás del Real Madrid CF. 
El estadio del club fue sede de la final de la UEFA Europa League 2015-16, torneo en el que el Basilea quedó eliminado en octavos de final tras caer contra el Sevilla Fútbol Club. Posteriormente, tuvo una de sus mejores actuaciones en competiciones europeas en la Liga de Campeones de la UEFA 2017-18, en donde el conjunto dirigido por Raphaël Wicky llegó hasta los octavos de final después de haber eliminado en fase de grupos al PFC CSKA Moscú y al Sport Lisboa e Benfica, pero quedando eliminado en la siguiente fase a manos del Manchester City Football Club de Pep Guardiola. Durante la etapa de Marcel Koller como técnico, lograron avanzar hasta cuartos de final de la Europa League, quedando eliminados luego de perder frente al FK Shajtar Donetsk por 4-1. Durante ese periodo de tiempo, el Basilea perdió su hegemonía en cuanto a títulos de la Superliga suiza, no pudiendo obtener una consagración en su liga luego de la campaña 16-17. Desde entonces, los últimos campeonatos fueron para su rival, el Young Boys. 
Actualmente, tras la destitución de Ciriaco Sforza como entrenador, se inició un proceso de renovación en el club, contando con una Junta deportiva donde se encuentran personajes como David Degen y Christian Gross.

## Instalaciones

### Estadio

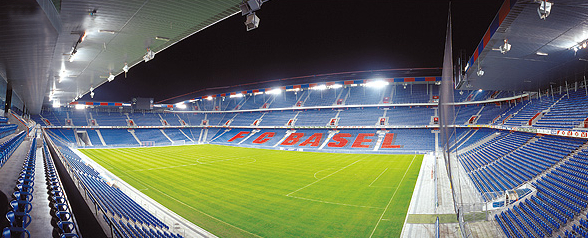
Panorámica del St. Jakob Park.

El St. Jakob Park es el estadio del Basel. Este recinto, popularmente conocido como “Joggeli”, tiene una capacidad de 38.512 espectadores; para la Eurocopa 2008 (de la cual Basilea ha sido una de las sedes) se ha ampliado para alojar a 42.500 espectadores.

## Indumentaria
- Uniforme titular: Camiseta roja y azul, pantaloneta roja y medias rojas.
- Uniforme visitante: Camiseta blanca, pantaloneta blanca y medias blancas.

### Titular
| 2010-12 | 2012-13 | 2013-14 | 2014-15 | 2015-17 | 2017-18 | 2018-19 | 2019-20 |
| 2020-22 | 2022-23 | 2023-24 |         |         |         |         |         |

### Suplente
| 2010-12 | 2012-14 | 2014-16 | 2016-18 | 2018-19 | 2019-20 | 2020-22 | 2022-23 | 2023-24 |

### Alternativo
| 2010-12 | 2019-20 | 2022-23 | 2023-24 |

## Estadísticas del club

### Más presencias en el club
| #   | Nombre             | Partidos |
| --- | ------------------ | -------- |
| 1°  | Massimo Ceccaroni  | 398      |
| 2°  | Josef Hügi         | 320      |
| 3°  | Karl Odermatt      | 312      |
| 4°  | Benjamin Huggel    | 297      |
| 5°  | Scott Chipperfield | 269      |
| 6°  | Erni Maissen       | 241      |
| 7°  | Marco Streller     | 233      |
| 8°  | Mario Cantaluppi   | 222      |
| 9°  | Sébastien Barberis | 205      |
| 10° | Ivan Ergić         | 202      |

### Máximos goleadores
| #  | Nombre         | Goles |
| -- | -------------- | ----- |
| 1° | Josef Hügi     | 244   |
| 2° | Marco Streller | 111   |
| 3° | Erni Maissen   | 94    |
| 4° | Ivnaki         | 80    |

## Estadísticas en competiciones UEFA
| Torneo                             | Temp. | PJ  | PG  | PE | PP | GF  | GC  | DG  | Puntos |
| ---------------------------------- | ----- | --- | --- | -- | -- | --- | --- | --- | ------ |
| Liga de Campeones de la UEFA       | 21    | 118 | 47  | 23 | 48 | 170 | 192 | -22 | 164    |
| Liga Europa de la UEFA             | 17    | 120 | 58  | 25 | 37 | 205 | 146 | +59 | 199    |
| Liga Europa Conferencia de la UEFA | 1     | 14  | 9   | 2  | 3  | 31  | 15  | +16 | 29     |
| Recopa de Europa de la UEFA        | 2     | 4   | 0   | 1  | 3  | 3   | 13  | -10 | 1      |
| Copa Intertoto de la UEFA          | 4     | 22  | 12  | 5  | 5  | 50  | 28  | +22 | 41     |
| Total                              | 45    | 278 | 126 | 56 | 96 | 459 | 394 | +65 | 434    |

- Mayor goleada: Basel 7-0  Folgore/Falciano (24 de agosto de 2000 - Copa de la UEFA 2000-01)
- Mayor derrota:  Bayern Múnich 7-0 Basel (13 de marzo de 2012 - Liga de Campeones 2011-12)
- Temporadas disputadas en UEFA Champions League: 21
- Temporadas disputadas en Recopa de Europa: 2
- Temporadas disputadas en UEFA Europa League: 16
- Temporadas disputadas en UEFA Conference League: 1
- Temporadas disputadas en Copa Intertoto: 4
- Más partidos disputados:  Scott Chipperfield (78 partidos)
- Máximo goleador:  Marco Streller (24 goles)

## Números retirados
- 2 -  Massimo Ceccaroni - DEF (1987-2007)
- 12 - Aficionados del Club

## Palmarés

### Profesional

#### Torneos Nacionales
- Superliga de Suiza (21): 1953, 1967, 1969, 1970, 1972, 1973, 1977, 1980, 2002, 2004, 2005, 2008, 2010, 2011, 2012, 2013, 2014, 2015, 2016, 2017, 2025

- Copa Suiza (14): 1933, 1947, 1963, 1967, 1975, 2002, 2003, 2007, 2008, 2010, 2012, 2017, 2019, 2025

- Copa de la Liga Suiza (1): 1972

- Challenge League (5): 1940, 1942, 1946, 1989 (Este), 1992 (Oeste)

- Copa Anglo (1): 1913

#### Torneos amistosos
- Uhrencup (11): 1969, 1970, 1978, 1979, 1980, 1983, 1986, 1988, 2003, 2006, 2008
- Copa de los Alpes (4): 1969, 1970, 1981, 2003[7]
- Trofeo Phillips Berna (2): 1979, 1980[8]
- Copa Sempione (2): 1992, 1993[9]
- Torneo de Lausanne: 1920[10]
- Copa aniversario 40 Concordia Basel: 1947[11]
- Copa Drei Münster: 1970[12]
- Copa Nissan (Berna, Suiza): 1985[13]
- Torneo de Basilea: 1985 (Compartido con Partizan Belgrado y Bayern Múnich)[14]
- Copa de los Reyes (Ginebra, Suiza): 2009[15]

### Reservas

#### Torneos nacionales de reservas
- Super Liga Suiza de reservas (6): 1970, 1972, 1973, 1974, 1975, 1997[16]

#### Torneos internacionales juveniles
- Torneo juvenil estrellas azules (Sub-20): (2) 1997, 2009[17]
- Copa Europa de Jugend (Sub-17, Austria): 2004[18]
- Torneo de Pentecostés (Sub-13, Suiza): 2005[19]
- Torneo juvenil sub-19 Naters (Valais, Suiza): 2006[20]

### Femenino

#### Torneos nacionales femeninos
- 3. Liga Suiza: 1985 (Grupo 3)[21]